# Министерство дошкольного и школьного образования Узбекистана
Министерство дошкольного и школьного образования Узбекистана (узб. O‘zbekiston Respublikasi Maktabgacha va maktab ta’limi vazirligi) является центральным исполнительным органом Узбекистана в составе кабинета министров Узбекистана, выполняющего основную роль в развитии и обучении детей.

## Руководство

### Министры
| №   | Имя, Фамилия      | Дата начало     | Дата окончания  |
| 1.  | Джура Юлдашев     | 22 июля 1991    | 11 август 2000  |
| 2.  | Рисбай Джураев    | 11 августа 2000 | 7 мая 2004      |
| 3.  | Туроб Джураев     | 7 мая 2004      | 26 марта 2008   |
| 4.  | Гайрат Шоумаров   | 28 апреля 2008  | 26 февраля 2010 |
| 5.  | Авазжон Марахимов | 2 марта 2010    | 30 июня 2011    |
| 6.  | Темур Ширинов     | 4 июля 2011     | 7 февраля 2013  |
| 7.  | Улугбек Иноятов   | 8 февраля 2013  | 20 июня 2018    |
| 8.  | Шерзод Шерматов   | 20 июня 2018    | 17 ноября 2021  |
| 9.  | Бахтиёр Саидов    | 17 ноября 2021  | 29 декабрь 2022 |
| 10  | Хилола Умарова    | 29 декабря 2022 | 14 июля 2025    |
| 11. | Эъзозхон Каримова | 31 июля 2025    |                 |

### Заместители министра
- Шарифходжаев Усман Улфатович — первый заместитель министра народного образования Республики Узбекистан
- Каримжонов Рустам Олимжон Угли — заместитель министра народного образования Республики Узбекистан
- Джураев Иброхим Джураевич — заместитель министра народного образования Республики Узбекистан
- Ражапов Вохобжон Туражанович — заместитель министра народного образования Республики Узбекистан
- Комилов Темуржон Каландарович — заместитель министра народного образования Республики Узбекистан.

## Перечень организаций находящихся в ведении Министерства

### Республиканские организации
- Научно-исследовательский институт по изучению проблем и установлению перспектив народного образования имени А.Авлони
- Республиканский центр профессиональной ориентации и психолого-педагогической диагностики учащихся
- Центр инновации, технологии и стратегии
- Дом Милосердия № 22 имени А. П. Хлебушкиной
- ГУП «Инжиниринговая компания в сфере народного образования»
- Республиканский центр образования
- Республиканская детская библиотека
- Республиканский детский центр «Баркамол авлод»
- Республиканский оздоровительный лагерь «Меҳрибонлик уйлари»

### Территориальные управления
- Министерство народного образования Республики Каракалпакстан
- Андижанское областное управление народного образования
- Бухарское областное управление народного образования
- Джизакское областное управление народного образования
- Кашкадарьинское областное управление народного образования
- Навоинское областное управление народного образования
- Наманганское областное управление народного образования
- Самаркандское областное управление народного образования
- Сырдарьинское областное управление народного образования
- Сурхандарьинское областное управление народного образования
- Ташкентское областное управление народного образования
- Ферганского областного управления народного образования
- Хорезмское областное управление народного образования
- Ташкентский городское главное управление народного образования

### Координационные и совещательные органы
Координационные и совещательные органы
Координационный совет по внедрению и повышению эффективности информационных и коммуникационных технологий в системе министерства народного образования

## Логотип
Описание:
Книга - издавна является символом знаний в разных культурах и государствах
Солнце - олицетворяет земную жизнь, энергию, искренность, ясность и уверенность. Как источник света оно символизирует знания, интеллект.
Росток - это символ роста и развития